# Vladisovo
Vladisovo is een plaats in de gemeente Staro Petrovo Selo in de Kroatische provincie Brod-Posavina. De plaats telt 19 inwoners (2001).